# مرزنگوش (گیاه)

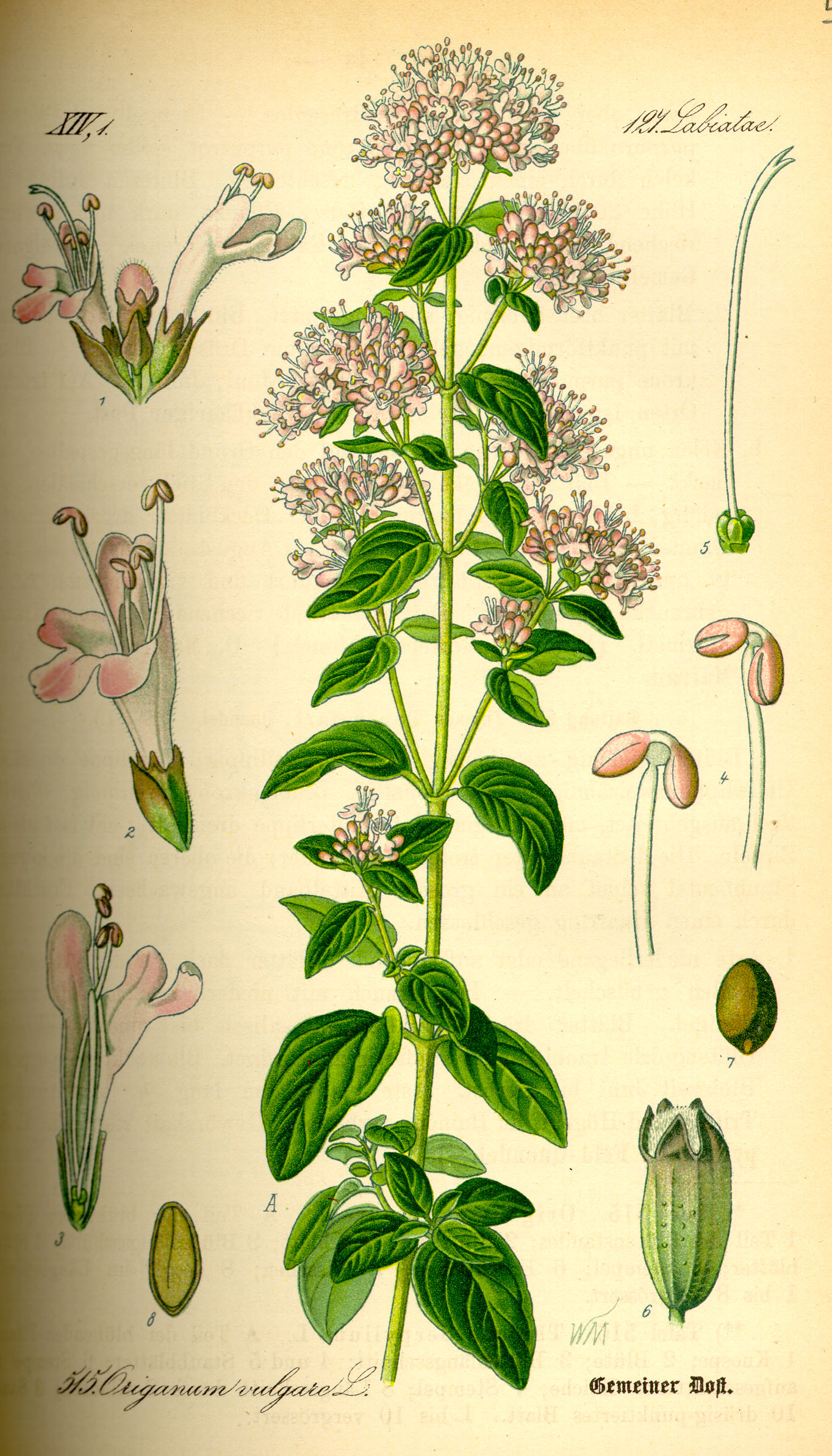
مرزنگوش (گیاه)

پونه کوهی (نام علمی: Origanum vulgare) نام یک گونه از سرده مرزنگوش است.